# Campeonato Mundial de Patinaje Artístico sobre Hielo de 1939
El XXXVII Campeonato Mundial de Patinaje Artístico se realizó en Budapest (concurso masculino y por parejas) entre el 17 y el 19 de febrero y en Praga (concurso femenino) entre el 11 y el 12 de febrero de 1939 bajo la organización de la Unión Internacional de Patinaje sobre Hielo (ISU), la Federación Húngara de Patinaje sobre Hielo y la Federación Checoslovaca de Patinaje sobre Hielo. 

## Resultados

### Masculino
| Puesto | Nombre            | País        | Puntos |
| ------ | ----------------- | ----------- | ------ |
| Oro    | Graham Sharp      | Reino Unido | 5      |
| Plata  | Frederick Tomlins | Reino Unido | 11     |
| Bronce | Horst Faber       | Alemania    | 15     |

### Femenino
| Puesto | Nombre        | País           | Puntos |
| ------ | ------------- | -------------- | ------ |
| Oro    | Megan Taylor  | Reino Unido    | 5      |
| Plata  | Hedy Stenuf   | Estados Unidos | 14     |
| Bronce | Daphne Walker | Reino Unido    | 15     |

### Parejas
| Puesto | Nombre                     | País     | Puntos |
| ------ | -------------------------- | -------- | ------ |
| Oro    | Maxi Herber / Ernst Baier  | Alemania | 8      |
| Plata  | Ilse Pausin / Erich Pausin | Alemania | 13     |
| Bronce | Inge Koch / Günther Noack  | Alemania | 24     |

## Medallero
| Núm. | País           | Oro | Plata | Bronce | Total |
| ---- | -------------- | --- | ----- | ------ | ----- |
| 1    | Reino Unido    | 2   | 1     | 1      | 4     |
| 2    | Alemania       | 1   | 1     | 2      | 4     |
| 3    | Estados Unidos | 0   | 1     | 0      | 1     |
|      | TOTAL          | 3   | 3     | 3      | 9     |

| Predecesor: Alemnaia - Suecia 1938 | Campeonato Mundial de Patinaje Artístico sobre Hielo 1939 | Sucesor: Parón por la Segunda Guerra Mundial Suecia 1947 |

- Datos: Q1318871
- Multimedia: 1939 World Figure Skating Championships / Q1318871